# Lauteracher Ried

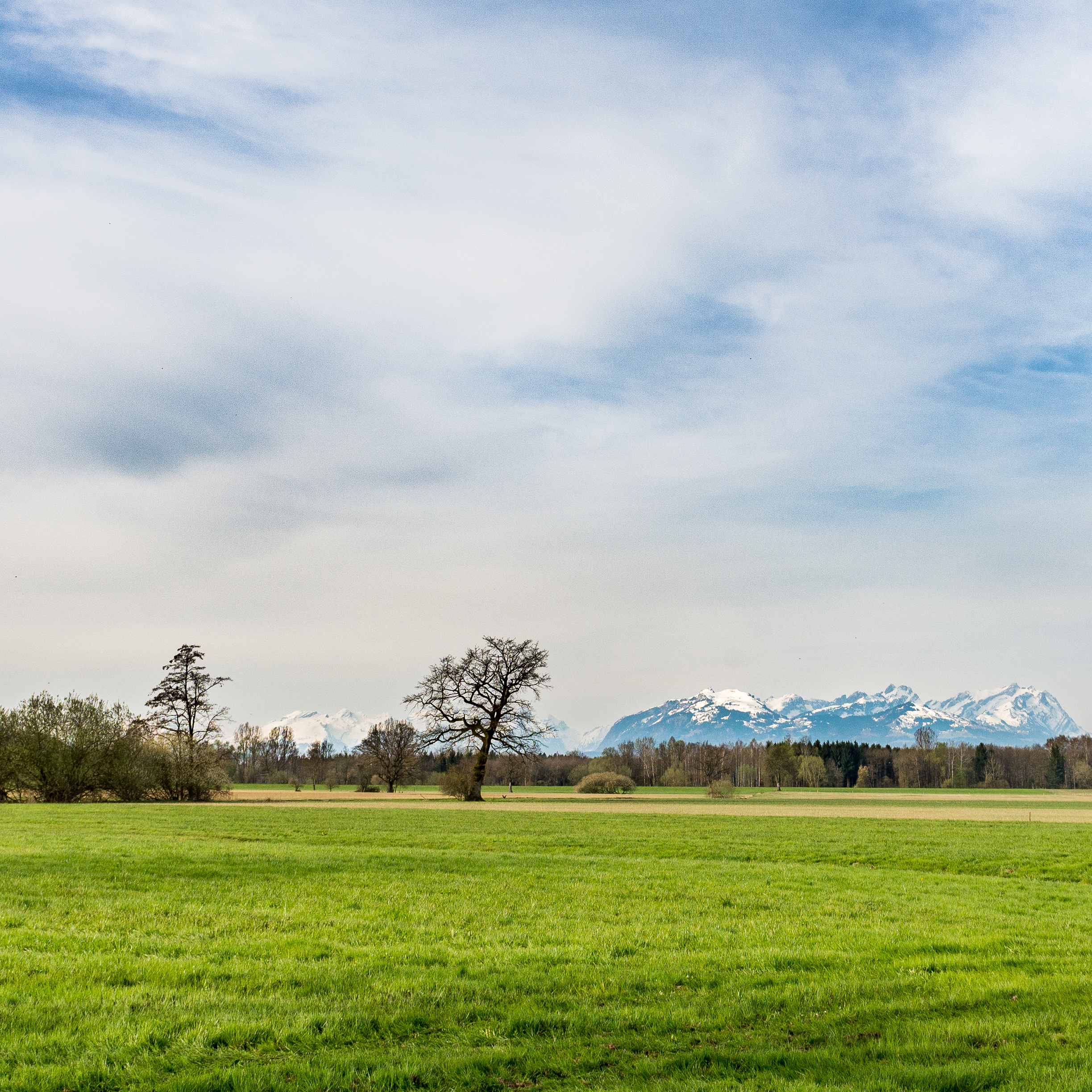
Ausschnitt des Lauteracher Rieds mit Blick zur Schweiz

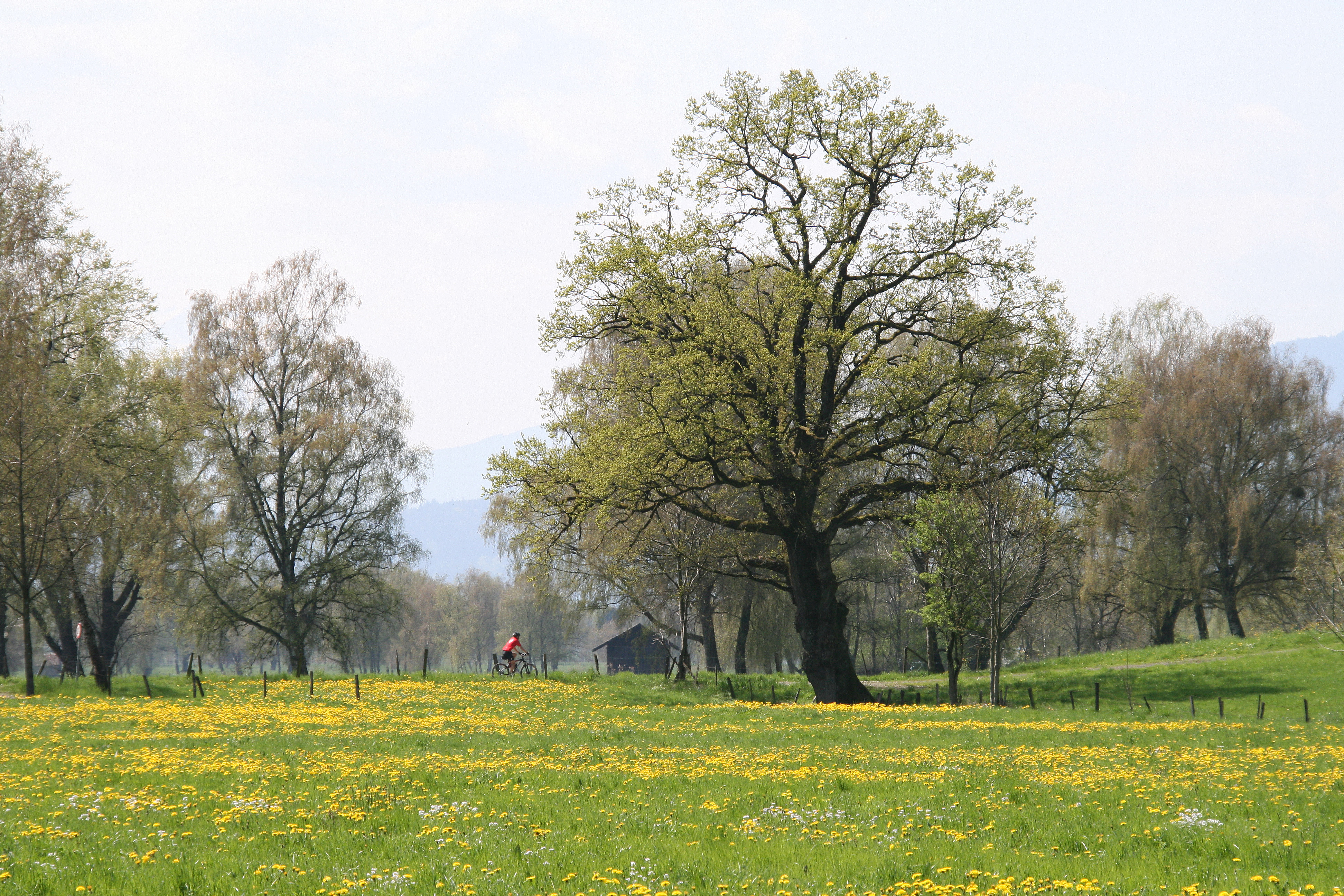
Typischer lichter Baumbestand im Lauteracher Ried und Kombination mit der Kulturlandschaft, die teilweise einen parkähnliche Charakter erreicht

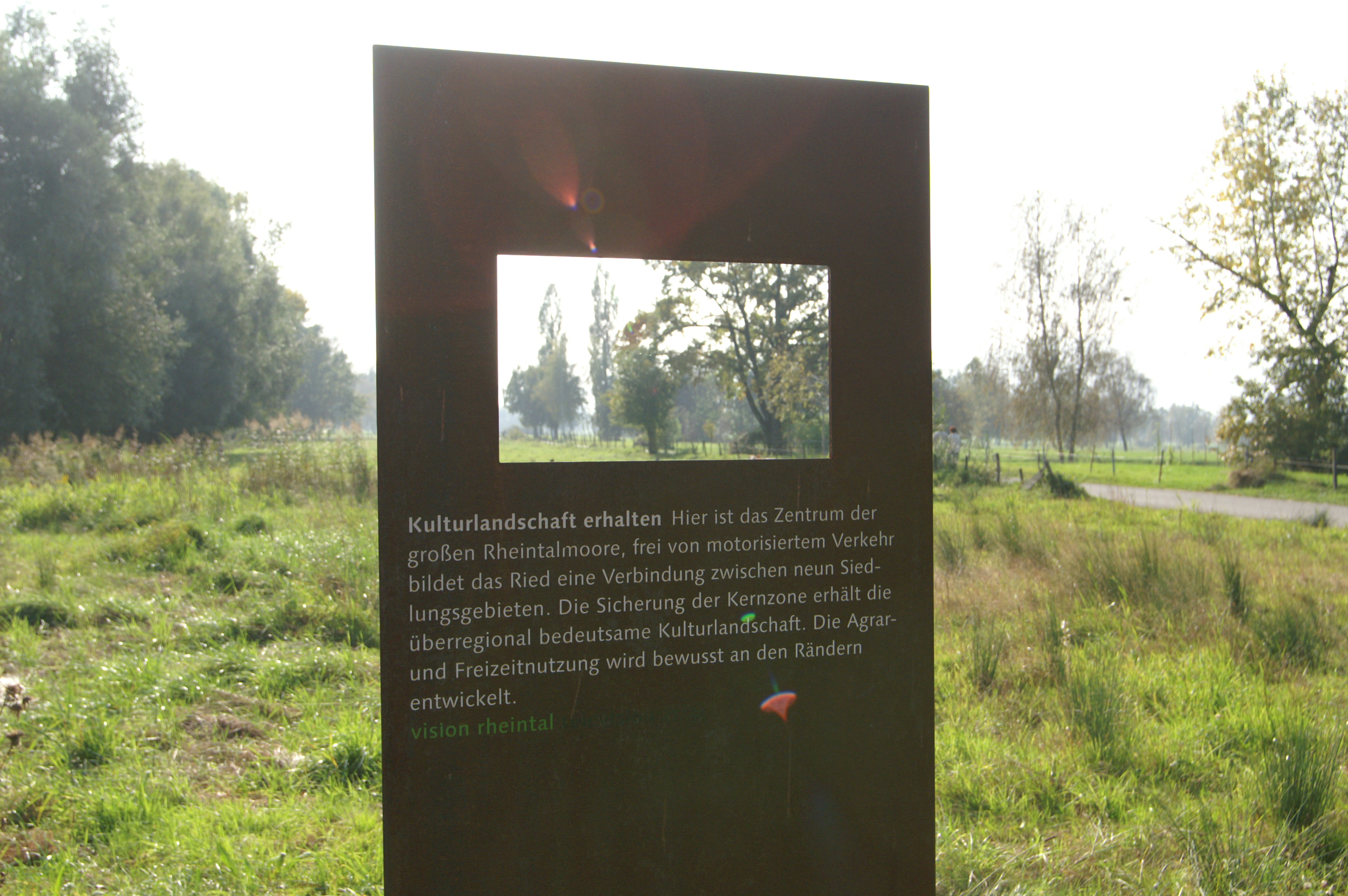
Rheintalmoor (Ried) und Informationstafel vision:rheintal

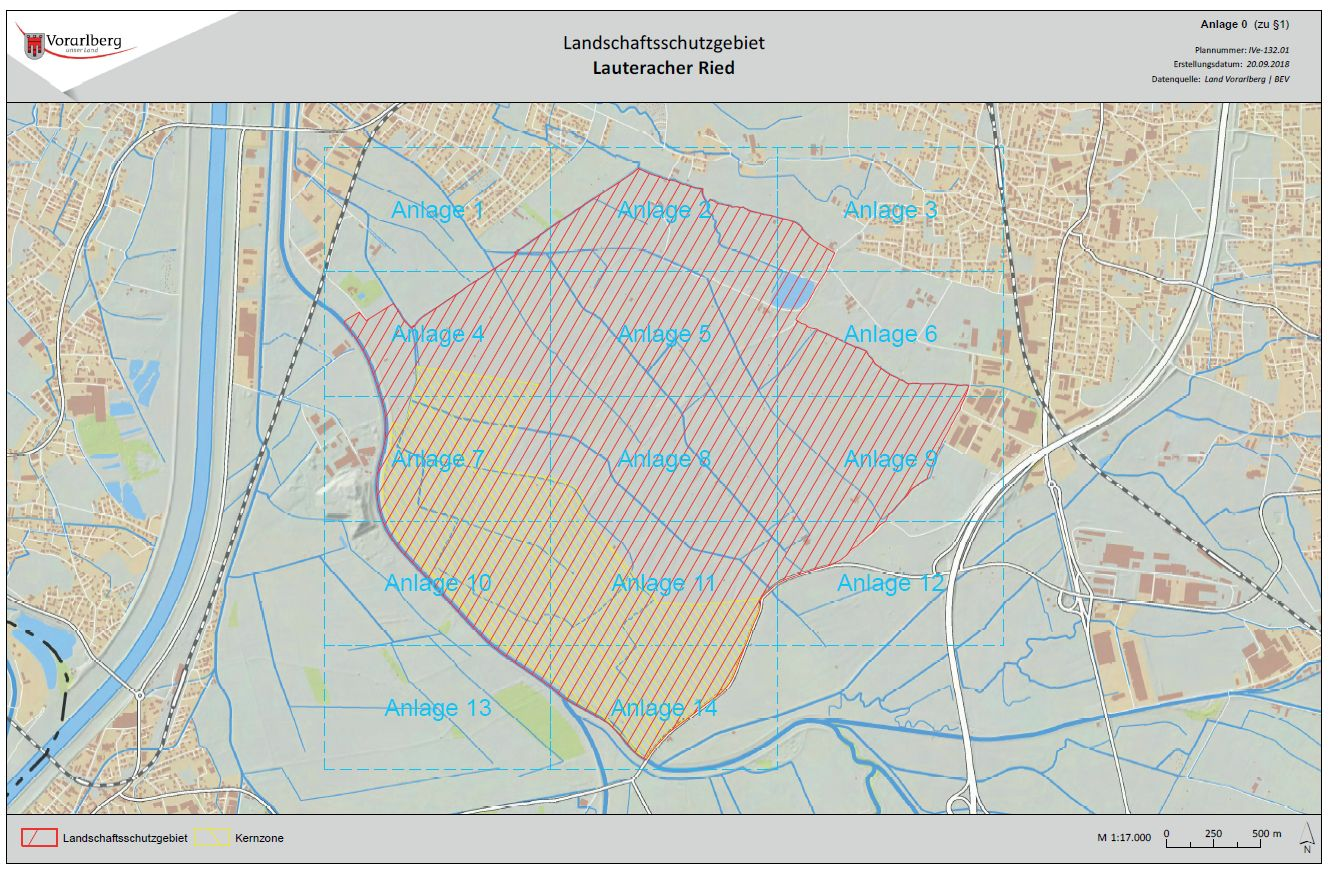
Übersichtsplan us der Verordnung der Landesregierung über das Landschaftsschutzgebiet "Lauteracher Ried", LGBl.Nr. 63/2002

Das Lauteracher Ried ist sowohl ein Landschaftsschutzgebiet als auch ein Natura-2000-Gebiet nach der Vogelschutzrichtlinie. Es liegt in den Gemeinden Lauterach und Hard im österreichischen Bundesland Vorarlberg. Die alte Kulturlandschaft dient einerseits als Naherholungsgebiet im unteren Rheintal, andererseits als wichtiger Lebensraum für Bodenbrüter.

## Geschichte
Das Lauteracher Ried wird seit Jahrhunderten wirtschaftlich genutzt. Verkehrstechnisch war es lange Zeit nicht bzw. sehr schwer erschließbar. Es wurde über Jahrhunderte Torf (Schollen) für Heizzwecke oder für Einstreu gestochen (bis in die Mitte des 20. Jahrhunderts). Die Torfschichten sind bis zu sechs Meter mächtig.

## Entwicklung der Schutzbestimmungen

### Landschaftsschutz
Das Lauteracher Ried wurde am 11. Juli 1966 zum ersten Mal unter Schutz gestellt. Die damalige Verordnung gründete auf der Schutzkategorie des Geschützten Landschaftsteils und beschränkte sich auf das Verbot, „Sand-, Kies- oder Schottergruben, Fischteiche, Tümpel und Schuttanlagen anzulegen oder [...] zu erweitern“. Die geschützte Fläche war noch etwas größer als das heute geschützte Gebiet.
Am 13. November 1997 wurde der Schutz wesentlich verschärft und das Lauteracher Ried in veränderten Grenzen unter Landschaftsschutz gestellt. Die neue Verordnung definierte erstmals einen Schutzzweck und verbot unter anderem ausdrücklich die Errichtung von neuen Gebäuden, Straßen, Wegen oder Kleingärten und die Pflanzung von ortsuntypischen Bäumen und Sträuchern. Für eine Kernzone wurde ein weitgehendes Betretungsverbot ausgesprochen. Der Schutz wurde vorläufig auf fünf Jahre befristet.
Am 12. Dezember 2002 wurde mit einer Neufassung der Verordnung ein Gebietsbetreuer eingesetzt. Diese Verordnung war vorerst bis 2007 befristet und wurde schrittweise bis 2008, bis 2013 und bis 2018 verlängert. Eine Novelle der Verordnung im Jahre 2018 fügte weitere Regelungen – unter anderem das Verbot der Störung durch Lärm oder Licht und ein Kampierverbot – hinzu.
In der aktuell gültigen Fassung ist die Verordnung bis 31. Dezember 2023 befristet.[veraltet]

### Vogelschutz
Mit dem EU-Beitritt Österreichs wurde das Lauteracher Ried unter Verweis auf den hier brütenden Wachtelkönig zum Natura-2000-Gebiet nach der Vogelschutzrichtlinie erklärt, dies wurde durch die Naturschutzverordnung in Landesrecht umgesetzt.
Im Zusammenhang mit der Trassenplanung für die Schnellstraße S18 urteilte der Europäische Gerichtshof, dass der Umfang des Vogelschutzgebietes Lauteracher Ried alleine nicht ausreicht, um „den Schutz und die nachhaltigen Erhaltung der in diesem Gebiet vorkommenden Vogelarten, insbesondere des Wachtelkönigs und anderer wiesenbrütender Zugvogelarten“, sicherzustellen, sondern dass insbesondere auch die Gebiete Soren und Gleggen-Köblern unter Schutz gestellt werden müssen. Infolgedessen erklärte das Land Vorarlberg im Jahr 2007 auch das Gebiet Soren, Gleggen-Köblern, Schweizer Ried und Birken-Schwarzes Zeug zum Natura-2000-Gebiet.

## Schutzzweck und -umfang
Der Schutzzweck besteht darin
- die offene Riedlandschaft im Süden des Lauteracher Riedes sowie die parkartig geprägte Landschaft mit ihrer natürlich gewachsenen Geländestruktur im mittleren und nördlichen Teil des Lauteracher Riedes in ihrer Eigenart und in ihrem besonderen ästhetischen Reiz zu erhalten,
- die Landwirtschaft im Sinne einer an den Standort angepassten Nutzungsintensität zu sichern und vor boden- und landschaftszerstörenden Konkurrenznutzungen zu schützen,
- einen großen unzerschnittenen und zusammenhängenden naturnahen Landschaftsraum im unteren Rheintal langfristig zu erhalten,
- eine geeignete Pufferzone zur Vermeidung von Störungen für die nach der Streuewiesenverordnung[11] geschützten Streuewiesenflächen zu schaffen.[12]

## Topografie
Das Europaschutzgebiet Lauteracher Ried liegt im nördlichen Rheintal zwischen der Dornbirner Ach und auf dem Gemeindegebiet von Hard und Lauterach.
Ca. 90 ha (rund 16 %) der geschützten Landschaft besteht aus Feuchtwiesen (Streuwiese), die nur einmal im Jahr gemäht werden. Der Baumbestand besteht vor allem aus Birken und Eichen. Der nördliche Teil weist eher den Baumbestand auf, während der südliche Teil einen gehölzarmen moorähnlichen Charakter hat. Das gesamte Gebiet hat nur wenig Gefälle und liegt in einer Höhe von etwa 400 m ü. A. mit einer Fläche von etwa 580 Hektar.
Das größte ruhende Gewässer im Europaschutzgebiet ist der nordöstlich gelegene Jannersee (Grundwassersee), auf der gesamten südwestlichen Seite fließt die Dornbirner Ache. Im südwestlichen, südlichen und südöstlichen Bereich grenzt das Europaschutzgebiet übergangslos an das Europaschutzgebiet Soren, Gleggen–Köblern, Schweizer Ried und Birken–Schwarzes Zeug.